# 엔젯
엔젯 (Enjet Co. Ltd.)은 대한민국의 기업이다. 본사는 경기 수원시 권선구 산업로92번길 45에 위치해 있으며 대표이사는 변도영이다.

## 상장
2022.11.18에 공모가 10,000원에 미래에셋증권을 주관사로 코스닥시장에 상장하였다.

## 논란
상장으로 조달한 금액을 투자하지 않고 예적금 등 단기금융상품에 넣어두어 논란이 있고 있다

## 참고문헌
1. ↑  잉크젯 업체 엔젯, 올해 실적도 애플·삼성D가 좌우, 디일렉, 2023.06.12
2. ↑  엔젯 "멀티노즐 잉크젯 시장 개척, 경쟁자 없고 성장만 남았다", 이데일리, 2022-10-20
3. ↑  엔젯, 삼성디스플레이 등과 세계 최초 EHD 기술 이용 멀티노즐 개발 추진, 머니투데이, 2023-09-01
4. ↑  박준형, 이런 게 기술특례? 퓨런티어, IPO자금 2년간 100% 저축, 뉴스토마토, 2023.12.29